# 向天真的女生投降
《向天真的女生投降》是由华视佰艺（北京）国际文化传媒有限公司根据作家赵文宇的同名网络小说改编的电影。本電影由关晓彤和姜潮联袂主演，同时还有女演员崔宝月，男演员寇振海、姚鲁，演员王子（邱勝翊），童星小叮当等参与演出。2015年3月28日，在厦门开机拍摄。於2018年12月11日在優酷首播。

## 故事大綱
主要讲述屌丝和白富美的故事。讲述了在当今物质压倒一切的社会现状中，两个生存在截然不同世界的人，各自怀有一份天真和执着，披头在姚兰天真的感召下，进入了他不曾走近过的世界，姚兰在披头的执着感应中，二人擦出了纯真的爱情火花，在这个世界上真爱像一个神圣的童话而存在着。两个年轻人发生了奇妙的变化。历尽千辛万难，依然用着二人的天真和执着走向了幸福的归宿。这是一部有别于那些市场上华而不实的“青春励志剧、青春偶像剧”的故事片。

## 主要演員
| 演員   | 角色   | 介紹 |
| 姜潮   | 王谦   | 绰号“披头”，24岁左右，生活于社会底层的小人物。拥有杂草般顽强的生命力。表面一副桀骜不驯的混混模样，玩世不恭，愤世嫉俗，实则内心善良，用情专一，富有正义感。做任何事都有自己的一套原则。原本对前途十分迷茫，但在姚兰的帮助下对人生有了崭新的认识。                                                    |
| 关晓彤 | 姚兰   | 19岁左右，大二女生。 外表清纯可人，内心天真善良。家境优越却不张扬；为人随和低调，但对认定的事却很执拗。由于不甘心接受父母为其规划好的人生，她坚持走自己的路。披头的出现为她的人生带来了意想不到的改变。在懵懵懂懂与异性的接触中，以她的天真，执着，感动了身边的每一个人。最终获得了属于自己的幸福。 |
| 邱勝翊 | 彭偉   | 23岁左右，即将毕业的大学生。性格稳重，老练，有着超前的意识。喜欢姚兰，最后看清爱情，放手并帮助姚兰得到幸福。 |
| 沈梦辰 | 白雨绮 | 23岁左右，白富美，身材姣好，对彭伟一直心怀爱意。 |
| 姚鲁   | 廠長   | |
| 严飞   |        | |
| 黄祉语 |        | |
| 崔宝月 |        | |
| 寇振海 | 羅老板 | |

## 外部連結
- 向天真的女生投降的新浪微博